# Sericornis
Sericornis är ett fågelsläkte i familjen taggnäbbar inom ordningen tättingar. Släktet omfattar här sju arter som förekommer på Nya Guinea och i Australien:
- Tasmanbusksmyg (S. humilis)
- Vitbrynad busksmyg (S. frontalis)
- Fläckbusksmyg (S. maculatus)
- Athertonbusksmyg (S. keri)
- Glasögonbusksmyg (S. beccarii)
- Långnäbbad busksmyg (S. magnirostra)
- Umbrabusksmyg (S. nouhuysi)

Traditionellt inkluderas ytterligare sex arter i släktet, men dessa har lyfts ut till andra släkten efter genetiska studier:
- Släkte Aethomyias
  - Ljusnäbbad busksmyg (A. spilodera)
  - Papuabusksmyg (A. papuensis)
  - Rostmaskad busksmyg (A. perspicillatus)
  - Vogelkopbusksmyg (A. rufescens)
  - Grågrön busksmyg (A. arfakianus)

- Släkte Neosericornis
  - Gulstrupig busksmyg (S. citreogularis)